# Eduardo Moreno Bergaretxe
Eduardo Moreno Bergaretxe, també conegut com a Pertur (Sant Sebastià, 1950 - Donibane Lohizune, 1976) fou un polític basc i membre d'ETA politicomilitar, també coneguda com a ETA polimili, i com a tal va madurar la idea fundacional d'aquesta branca d'ETA, segons la qual s'havia de fundar un partit revolucionari d'esquerres que treballés dintre de la "democràcia burgesa" (el que seria EIA), mentre que ETA romandria com a braç armat).
La seva desaparició el juliol del 1976 durant molt temps es va atribuir a membres dels komando bereziak (comandos especials responsables de les accions armades) d'ETA (p-m), amb els quals Pertur estava enfrontat a causa de les seves postures divergents pel que fa al camí que havia de prendre l'organització davant els canvis polítics que s'aveïnaven. L'assassinat va ser reivindicat per un grup autodenominat Triple A, de reconeguda vinculació amb els aparells de l'estat franquista. Les dues hipòtesis sobre l'autoria de l'assassinat de Pertur, una que assenyalava als bereziak i l'altra a l'extrema dreta, han seguit vigents al llarg dels anys, fins que el 2007, amb la presentació d'un documental sobre el cas, la balança es va inclinant cap a la hipòtesi del terrorisme d'estat.

## Joventut i ingrés en ETA
Pertanyent a una família benestant de la burgesia donostiarra, va estudiar en el col·legi dels germans maristes de Sant Sebastià. Va prosseguir la seva formació superior (Ciències Empresarials) en la seu de la universitat dels jesuïtes de Deusto, a Bilbao, l'EUTG. Va coincidir en classes i feu amistat amb Jaime Mayor Oreja i Gorka Knörr, posteriorment dirigents, un del Partit Popular i l'altre d'Eusko Alkartasuna. Sempre se'l va considerar un home d'acció, el que contrasta amb el paper d'ideòleg que va executar a ETA. El 1972 intenta ingressar a ETA però fou rebutjat i passa a integrar-se en el front cultural on dirigeix la revista Hautsi, butlletí intern de l'organització.

## Escissió en ETA: ETA (militar) i ETA (polític-militar)
El 1973 se celebra la VI Assemblea a Hazparne (Iparralde), on es produí l'escissió d'ETA que donaria lloc a ETA militar i a la ja extinta ETA politicomilitar. Pertur es revelaria com un dels dirigents i ideòlegs d'ETA (p-m) juntament amb Francisco Javier Garayalde Erreka. Ambdós serien els autors de la "ponència Otsagabia", programa central de l'organització, aprovat en la VII assemblea general de Donapaleu. El segrest i posterior assassinat, després de 21 dies de captivitat, de l'industrial Ángel Berazadi marcaria una ruptura en el si dels "polimilis". La direcció va prendre aquella decisió amb tres vots a favor enfront de dos en contra i una abstenció avantposant-se la part militar de l'organització, els bereziak (comandos especials), a la política. Segons sembla, l'opinió de la línia política encapçalada per Pertur era la d'acceptar la part del rescat oferta per la família de l'empresari. Aquesta discrepància, juntament amb d'altres, provocaria més tard l'ingrés de la majoria dels bereziak en ETA militar.

## Mort
El 23 de juliol del 1976 va acudir a una cita a les 10 del matí al bar La Consolation de Donibane Lohitzune, amb, segons una nota que rebé poc abans, "una persona que et va conèixer fa un mes i et vol tornar a veure". Aquesta persona no va aparèixer. Al sortir del bar a les 11, es va trobar amb els seus companys d'organització Miguel Ángel Apalategui Ayerbe, alies Apala i Francisco Mujika Garmendia Pakito. Pertur els va demanar que el duguessin amb cotxe a la propera localitat de Pausu, on tenia una altra reunió. Ambdós van declarar posteriorment que, després de conduir-lo fins a Pausu, es van acomiadar d'ell. Aquesta va ser l'última vegada que se'l va veure. El seu cos no ha aparegut.
ETA (pm) va acusar directament els grups para-policials i un d'ells, la Triple A, va reivindicar l'autoria. No obstant això, alguns sectors d'opinió van mostrar les seves sospites que els veritables perpetradors haguessin estat militants d'ETA (pm) i la família, en una roda de premsa concedida el 1978, va defensar aquesta postura. Des d'aquesta hipòtesi se sol assenyalar a Miguel Ángel Apalategui Ayerbe, Eugenio Etxebeste, alies Antxon i Francisco Mujika Garmendia, tots ells bereziak i futurs militants d'ETA (m), com a autors del suposat segrest i assassinat de Pertur.
A Pertur se'l va considerar precursor del partit que naixeria d'ETA polític militar, EIA, Eusko Iraultzarako Alderdia ("Partit per a la Revolució Basca"), que a l'aliar-se amb EMK, Euskadiko Mugimendu Komunista (Moviment Comunista d'Euskadi) conformaria la coalició Euskadiko Ezkerra (Esquerra d'Euskadi). Euskadiko Ezkerra va acabar dissolent-se i un sector de la militància es va integrar en el Partit Socialista d'Euskadi, que va passar a dir-se PSE-EE (Partit Socialista d'Euskadi - Euskadiko Ezkerra). Un altre sector formaria Euskal Ezkerra, per a desaparèixer poc després. Amb l'autodissolució d'ETA (pm) molts dels seus militants van passar a integrar les files d'ETA (m), des de llavors anomenada simplement "ETA". Cada 23 de juliol es realitza una concentració en memòria de Pertur, on se solen veure les antigues banderes d'EIA.

### DocumentalL'any de tots els dimonis
El cineasta i ex militant d'ETA (pm) Ángel Amigo va presentar el 2007 un documental que apunta a la hipòtesi de la implicació d'organitzacions neofeixistes. En ell s'argumenta que a Pertur el van segrestar activistes del neofeixisme italià i que aquests el van lliurar a la policia espanyola. En el documental la desaparició de Pertur es contextualitza en l'etapa que es va viure entre la mort de Franco i l'arribada d'Adolfo Suárez a la presidència. Va ser l'any dels fets de Montejurra i la massacre de Vitòria.
La pel·lícula es basa principalment en un sumari elaborat per un grup de jutges d'instrucció italians entre 1984 i 1987. En aquest, obert per a investigar l'assassinat d'un jutge transalpí, s'investiguen organitzacions d'extrema dreta que actuaven al País Basc en l'època de la mort de Pertur. Un dels esglaons de la investigació el constituïxen documents de la DINA xilena trobats a l'Argentina amb dades sobre aquests grups, que també van col·laborar en l'Operació Còndor. El sumari italià recull declaracions preses a una dotzena de neofeixistes "penedits" o empresonats, que afirmen la seva estreta relació amb els aparells del règim franquista i la seva actuació impune al País Basc del Nord, sota ordres d'agents espanyols i amb els mitjans proporcionats per ells. Entre les operacions portades a terme -com l'assassinat d'Argala- comenten el segrest d'un militant d'ETA el 1976 que va ser lliurat a agents espanyols per a posterior interrogatori. En cap moment s'esmenta a Pertur, però, tenint en compte que no existeixen indicis de cap altra desaparició en aquests anys, la conseqüència lògica que es rep en veure aquest documental és que la identitat del segrestat i la del jove polític basc coincideixen. Àngel Amigo va dir en una entrevista publicada en el diari en euskera Berria que 
| « | (el sumari) està arxivat. Els jutges italians van intentar anar mes lluny, però la policia i la justícia a Espanya els van negar tota col·laboració, prova i detall. Els van interposar una paret i no van poder avançar més en la inventigació | » |

.
La pel·lícula ofereix entrevistes amb alguns dels dirigents d'ETA d'aquella època. Eugenio Etxebeste Antxon -un dels bereziak assenyalats en aquest cas- té per primera vegada l'oportunitat d'exposar la seva perspectiva dels fets davant una càmera. El documental recull també, entre d'altres, els testimoniatges i opinions d'un dels jutges d'instrucció italians, de dos periodistes que van cobrir el cas, de l'agent de la intel·ligència francesa Alain Etcheto i del responsable del CESED al País Basc en aquella època Ángel Ugarte.